# Supernova (program telewizyjny)
Supernova – łotewski program telewizyjny. Pierwsza edycja programu odbyła się w 2015 roku, zastępując poprzednie krótkotrwałe łotewskie preselekcje do Konkursu Piosenki Eurowizji, Dziesma, które odbywały się w latach 2013–2014. Pierwsza zwyciężyni konkursj, Aminata, po raz pierwszy od 2008 roku doprowadziła Łotwę do finału Eurowizji, przy tym zdobywając krajowi najlepsze miejsce od 2005 roku oraz czwarte najlepsze miejsce w historii. Po odwołaniu konkursu w 2020, nadawca LTV postanowił wybrać wewnętrznie Samantę Tīnę, zwyciężczynię 6 edycji do reprezentowania kraju w konkursie w 2021. Eliminacje powróciły rok później, w 2022 roku.

## Zwycięzcy w Konkursie Piosenki Eurowizji
| 2015 | Aminata        | „Love Injected”      | 6                | 186              | 2                | 155              |                  |                  |                  |
| 2016 | Justs          | „Heartbeat”          | 15               | 132              | 8                | 132              |                  |                  |                  |
| 2017 | Triana Park    | „Line”               | –                | –                | 18               | 21               |                  |                  |                  |
| 2018 | Laura Rizzotto | „Funny Girl”         | –                | –                | 12               | 106              |                  |                  |                  |
| 2019 | Carousel       | „That Night”         | –                | –                | 15               | 50               |                  |                  |                  |
| 2020 | Samanta Tīna   | „Still Breathing”    | Konkurs odwołany | Konkurs odwołany | Konkurs odwołany | Konkurs odwołany | Konkurs odwołany | Konkurs odwołany | Konkurs odwołany |
| 2021 | Samanta Tīna   | „The Moon Is Rising” | –                | –                | 17               | 14               |                  |                  |                  |
| 2022 | Citi Zēni      | „Eat Your Salad”     | –                | –                | 14               | 55               |                  |                  |                  |
| 2023 | Sudden Lights  | „Aijā”               | –                | –                | 11               | 34               |                  |                  |                  |
| 2024 | Dons           | „Hollow”             | 16               | 64               | 7                | 72               |                  |                  |                  |

Legenda:
     1. miejsce
     2. miejsce
     3. miejsce

## Jurorzy
Mimo tego, że zwycięzcę wybiera wyłącznie publiczność, panel jurorów nadal występuje, by komentować występy.
| Juror                | Kraj      | Lata w jury |
| -------------------- | --------- | ----------- |
| Kaspars Roga         | Łotwa     | 2015–2017   |
| Guntars Račs         | Łotwa     | 2015–2017   |
| Ieva Kērevica        | Łotwa     | 2016–2017   |
| Dons                 | Łotwa     | 2015, 2017  |
| Intars Busulis       | Łotwa     | 2016–2017   |
| DJ Rudd              | Łotwa     | 2017–2019   |
| Ralfs Eilands        | Łotwa     | 2019        |
| Linda Leen           | Łotwa     | 2019        |
| Artis Dvarionas      | Łotwa     | 2020        |
| Geruta Griniute      | Litwa     | 2020        |
| Maarja Merivoo Parro | Estonia   | 2020        |
| Petri Mannonen       | Finlandia | 2020        |

## Prowadzący
| Prowadzący      | Rok                |
| --------------- | ------------------ |
| Justs Sirmais   | 2018               |
| Dågmara Legante | 2018–2019          |
| Ketija Šēnbega  | 2015–2017, od 2019 |
| Tom Grevins     | 2015–2017, od 2020 |
| Beta Beinz      | 2020               |